# Gianni Nebbiosi
Gianni Nebbiosi (Roma, 1944) è un musicista e cantautore italiano, esponente, in particolare, della canzone sociale.

## Biografia
Nel 1972, studente di medicina interessato ai problemi della condizione di vita nei manicomi, Gianni Nebbiosi esordisce con un album prodotto da Giovanna Marini: “E ti chiamaron matta”. L’album dette il suo contributo a quel movimento che, negli anni '70 in Italia, portò in pochi anni alla Legge Basaglia ed alla chiusura dei manicomi. Di soli sei pezzi, testo e musica di Gianni Nebbiosi; vede lo stesso Nebbiosi, oltre che alla voce, anche al clarinetto, al pianoforte e all’organo elettrico; unica accompagnatrice: Giovanna Marini alla chitarra e seconda voce.
Due anni dopo Nebbiosi pubblica un altro album, “Mentre la gente se crede che vola”, contenente canzoni di argomento più generale. Tra esse, spiccano “Ma che razza de città” e “Er verniciaro”, in dialetto romanesco. Nebbiosi canta e suona il pianoforte e l’organo. E’accompagnato da alcuni artisti del Canzoniere del Lazio, quali Carlo Siliotto (chitarra), Glauco Borrelli (basso), Marcello Vento (batteria), Sara Modigliani (flauto) e da Carlo Magaldi (chitarra acustica folk).
Successivamente Magaldi e Vento formano gli Alberomotore. Per questa formazione, Nebbiosi scrive i testi dei sette pezzi dell’album “Il grande gioco” (1974), con musica di Ricky Gianco ed inciso nella sala prove, appena costruita, nel parco della sua tenuta.
Tra il 1974 e il 1976, Nebbiosi entra a far parte de “Il canzoniere del Lazio”. Suona il sassofono e le percussioni in “Lassa sta la me creatura”.	
Dopo di ciò Nebbiosi interrompe la sua attività musicale. È presidente dell'ISIPSE'- Istituto di Specializzazione in Psicologia Psicoanalitica del Sé e Psicoanalisi Relazionale.
Fa un’apparizione nel 1998, insieme ad artisti vari, cantando il pezzo “E qualcuno poi disse” e suonando piano e clarinetto nel CD “Compagni dai campi e dalle officine”.
Nel 2006, Sara Modigliani ripropone “Ma che razza de città” in un album dal titolo omonimo. Nel 2018, Francesco De Gregori inizia il suo tour a Roma, interpretando anch’egli “Ma che razza de città”.

## Discografia

### Album
- 1972, E ti chiamaron matta, Dischi del Sole - DS 76
- 1973, Mentre la gente se crede che vola, Intingo - ITGL 14002
- 1974, Lassa sta la me creatura, Intingo -  ITGL 14003 (con: Il Canzoniere del Lazio)

### Compilation
- 1998, Compagni dai campi e dalle officine, Hobby & Work